# Roman Ciuryło
Roman Jerzy Ciuryło – polski fizyk, doktor habilitowany nauk fizycznych, specjalizuje się w fizyce atomowej i molekularnej. Profesor Instytutu Fizyki Wydziału Fizyki, Astronomii i Informatyki Stosowanej Uniwersytetu Mikołaja Kopernika.

## Życiorys
Stopień doktorski uzyskał w Instytucie Fizyki UMK w 1999 na podstawie pracy pt. Interferometryczne badania efektów optyczno-zderzeniowych w wyładowaniu jarzeniowym w neonie i argonie (promotorem był prof. Andrzej Bielski). Habilitował się w 2007 na podstawie oceny dorobku naukowego i publikacji Wpływ zderzeń optycznych i efektu Dopplera na właściwości spektralne atomowych i molekularnych układów gazowych. 
W toruńskim Instytucie Fizyki UMK pracuje jako profesor i kierownik w Zakładzie Fizyki Atomowej, Molekularnej i Optycznej oraz jako kierownik Zespołu Optycznej Kontroli i Metrologii Układów Kwantowych. Ponadto pełni funkcję dyrektora Krajowego Laboratorium Fizyki Atomowej, Molekularnej i Optycznej (KL FAMO).
Współautor (wraz z A. Bielskim) podręcznika akademickiego Podstawy metod opracowania pomiarów. Wykład dla początkujących (wydanie 2 - Toruń, Uniwersytet Mikołaja Kopernika, 2001; ISBN 83-231-1311-4). Swoje prace publikował m.in. w takich czasopismach jak: „Physical Review A", „Journal of Quantitative Spectroscopy and Radiative Transfer", „Journal of Molecular Spectroscopy", „Review of Scientific Instruments" oraz w „Journal of Chemical Physics".